# UCI-Mountainbike-Eliminator-Weltcup 2025
Beim UCI-Mountainbike-Eliminator-Weltcup 2025 werden durch die Union Cycliste Internationale die Weltcupsieger im Cross-Country Eliminator ermittelt.

## Ablauf
Der Weltcup 2025 soll aus acht Rennen von April bis Oktober bestehen.
- Duschanbe: 13. April
- Leuven: 1. Juni
- Aalen: 12. Juli
- Sakarya: 10. August
- São Paulo: 17. August
- Athen: 7. September
- Barcelona: 11. Oktober
- Chennai: 19. Oktober

## Männer
| # | Datum        | Ort       | Erster          | Zweiter               | Dritter           |
| - | ------------ | --------- | --------------- | --------------------- | ----------------- |
| 1 | 13. April    | Duschanbe | Jakob Klemenčič | Edvin Lindh           | Simon Gegenheimer |
| 2 | 1. Juni      | Leuven    | Jeroen van Eck  | Louis Krauss          | Jakob Klemenčič   |
| 3 | 12. Juli     | Aalen     | Jakob Klemenčič | Simon Gegenheimer     | Jeroen van Eck    |
| 4 | 10. August   | Sakarya   | Lorenzo Serres  | Simon Gegenheimer     | Jakob Klemenčič   |
| 5 | 17. August   | São Paulo | Edvin Lindh     | Luis Henrique Cocuzzi | Jeroen van Eck    |
| 6 | 7. September | Athen     |                 |                       |                   |
| 7 | 11. Oktober  | Barcelona |                 |                       |                   |
| 8 | 19. Oktober  | Chennai   |                 |                       |                   |

## Frauen
| # | Datum        | Ort       | Erste              | Zweite             | Dritte            |
| - | ------------ | --------- | ------------------ | ------------------ | ----------------- |
| 1 | 13. April    | Duschanbe | Marija Suchopalowa | Marion Fromberger  | Madison Boissière |
| 2 | 1. Juni      | Leuven    | Gaia Tormena       | Marion Fromberger  | Madison Boissière |
| 3 | 12. Juli     | Aalen     | Marion Fromberger  | Adéla Pernická     | Lina Huber        |
| 4 | 10. August   | Sakarya   | Marion Fromberger  | Marija Suchopalowa | Adéla Pernická    |
| 5 | 17. August   | São Paulo | Marija Suchopalowa | Marion Fromberger  | Marcela Lima      |
| 6 | 7. September | Athen     |                    |                    |                   |
| 7 | 11. Oktober  | Barcelona |                    |                    |                   |
| 8 | 19. Oktober  | Chennai   |                    |                    |                   |